# Jamie Muhoberac
Jamie Muhoberac je studiový klávesista, který spolupracoval s mnoha významnými hudebníky, včetně Fleetwood Mac, The Rolling Stones, Backstreet Boys, Aly & AJ, Boba Dylana, The Goo Goo Dolls, Chrise Cornella, My Chemical Romance, Paradise Lost, Carmena Rizze a Pet Shop Boys. Často též pracoval s producentem Trevorem Hornem (např. na albech Seala, Art of Noise nebo Roda Stewarta).
V současnosti spolupracuje s Avenged Sevenfold, Sum 41, Philem Collinsem, Johnem Mayerem, Michelle Branchovou a Bonnie McKeeovou.
Jamie Muhoberac je synem klávesisty Larryho Muhoberaca.